# Читинская объединительная конференция
Читинская объединительная конференция (также Объединительная конференция областных правительств Дальнего Востока) проходила в Чите с 28 октября по 11 ноября 1920 года. Основными вопросами, которыми должна была решить конференция, были объединение областей Дальнего Востока в Дальневосточную республику, назначение президиума власти для создания Совета министров, разработка положения по выборам в Учредительное собрание.

## Предыстория
К моменту провозглашения Дальневосточной республики на территории российского Дальнего Востока находилось четыре областных правительства: Верхнеудинское правительство Дальневосточной республики, правительство Забайкальской белой государственности под фактическим руководством атамана Семёнова, исполнительный комитет Совета Амурской области и Временное правительство Дальнего Востока (Приморская областная земская управа). Амурская область под руководством большевиков почти сразу признала власть Верхнеудинского правительства. Для дальнейшего объединения областей коммунистической партии предстояло решить несколько задач: добиться нейтралитета Японии, нейтрализовать Семёнова и добиться единой тактики верхнеудинского и владивостокского отделений Дальбюро ЦК РКП(б).
4 мая на заседании Дальбюро ЦК РКП(б) состоялось обсуждение объединения Дальнего Востока. Н.К. Гончарова заявлял, что правительственным центром должен быть Владивосток, однако временно согласился признать Верхнеудинск «представительным центром»., А.М. Краснощёков в свою очередь считал, что Владивосток не может быть центром республики, поскольку правительство в таком случае «будет игрушкой в руках интервентов». 11 мая те же вопросы были обсуждены на заседании Сиббюро, где было решено считать центром республики Верхнеудинск, а во Владивосток его перенести, «когда положение укрепится».
14 мая Дальневосточная республика была официально признана РСФСР во главе с Верхнеудинским правительством, что укрепило его позиции. Амурский революционный комитет также признал власть Верхнеудинска и отказался посылать делегатов в предпарламент Приморья.

### Дальневосточное отделение и Временное правительство Дальнего Востока
Дальбюро ЦК РКП(б) предлагала владивостокскому отделению признать власть Верхнеудинского правительства над Дальним Востоком, но те оттягивали решение. В конце апреля на собрании Приморского правительства при поддержке владивостокских большевиком было поддержано заявление, что юрисдикция Временного правительства Дальнего Востока должна быть распространена «от Владивостока до Байкала». 6 мая правительство приняло декларацию, в которой было решено «решительно проводить свою самостоятельную политику и объединить воедино все территории Дальнего Востока, на которые не распространяется власть Советской России».

### Нейтрализация атамана Семёнова
Ликвидировать Семёновскую власть планировалось военным путём, поэтому на 27 апреля было запланировано совместное наступление на Читу по поводу чего члены Дальбюро А.А. Ширямов и Н.К. Гончаров телеграфировали в Сибревком: «Силы противника те же, что и раньше... Уверенности, что возьмём Читу, мало. Если не возьмем сразу, то, не имея резервов, должны будем отходить... Угроза разгрома наших сил вполне реальна». Наступление Народно-революционной армии в апреле—мае не увенчалось успехом и большевикам пришлось изменить тактику.
Тем временем атаман Семёнов пытался получить народную поддержку на подконтрольной ему территории, но на созванный им земский съезд Забайкалья прибыло всего 28 делегатов, а казачий съезд так и не состоялся. В результате было создано лишь специальное военное совещание под председательством М.К. Дитерихса в составе пяти семёновцев и семи каппелевцев, которое должно было обладать всей полнотой власти в регионе.

## Подготовка
После ликвидации «читинской пробки», для подготовки объединительной конференции на совместное совещание собрались коммунисты Забайкалья, Приморья и Амурской области, где были определены основные вопросы, которая должна была решить конференция:
1. объявить об объединении областей Дальнего Востока в рамках Дальневосточной республики;
2. назначить президиум власти для создания Совета министров Дальневосточной республики;
3. объявить все областные и местные правительства Дальнего Востока подчинёнными Совету министров;
4. выработать положение по выборам в Учредительное собрание[6][7].

25 октября 1920 года в Читу прибыли делегации Верхнеудинска, Владивостока и Благовещенска, в том числе правительство Дальневосточной республики. 26 октября представители данных делегаций приняли решение, что избранное на конференции правительство сложит свои полномочия при открытии Учредительного собрания, а само правительство будет избранно на конференции всех областей Дальнего Востока в Верхнеудинске или Чите 30 сентября 1920 года.

## Ход и решения конференции

Распределение мест на конференции между партиями:
Коммунисты: 11
Эсеры: 2
Меньшевики: 3
Народные социалисты: 1
Беспартийные: 4
Бурятское население: 2

28 октября объединительная конференция была открыта под председательством Ф. Н. Петрова. Конференция получила несколько приветствий, в том числе от правительства РСФСР.
На втором заседании, 29 октября, конференция приняла «Декларацию конференции об объединение областей Дальнего Востока», которая отличалась от ранее принятой на съезде трудящихся Прибайкалья аналогичной декларации от 6 апреля 1920 года. В новой декларации были конкретизированы и уточнены территория, границы, политико-экономическая структура и порядок организации центральной и местной власти. Граница Дальневосточной республики с РСФСР была установлена по реке Селенга от её выхода из Монголии до впадения в озеро Байкал, а затем по его центру. На втором заседании было также декларирована необходимость созыва Учредительного собрания. В соответствии с декларацией все областные правительства должны были сложить с себя государственные функции и преобразоваться в органы областного управления, Верхнеудинское правительство также сложило свои полномочия перед конференцией.
В этот же день Приморская областная земская управа приняла решение о необходимости отправки делегации на конференцию и утвердила её состав: меньшевик М. С. Бинасик, большевик П. М. Никифоров (который уже присутствовал на конференции), меньшевик А. И. Бацан, член крестьянской фракции Г. К. Румянцев, а также Е. А. Трупп.
В качестве временного органа власти было предложено объявить президиум конференции Временным деловым президиумом ДВР с правом кооптации в Совет министров. Состав Временного делового президиума (фактически — правительства) был утверждён 30 октября и создан на коалиционных началах: 3 коммуниста, 2 беспартийных и 2 социалиста — под председательством А. М. Краснощёкова. Данному президиуму в соответствии с «Актом о принятии власти» временно вручалась вся власть в Дальневосточной республике.
В соответствии с декларацией, 3 ноября свои полномочия сложил Восточно-Забайкальский орган власти (орган, созданный после слияния Временного Восточно-Забайкальского Народного собрания и областного народно-революционного комитета Восточного Забайкалья); а Приморский областной комитет РКП(б) постановил: «ввиду получения постановления правительства об упразднении областных правительств, поставить вопрос в Народном собрании о роспуске Совета управляющих», но коммунисты в Народном собрании Приморской области составляли меньшинство и процесс роспуска Совета управляющих затягивался.
Приморская делегация прибыла на конференцию лишь 8 ноября (к началу конференции присутствовал лишь П. М. Никифоров) и сразу поставила требование о необходимости создания «предпарламента» на основе равного представительства от каждого областного правительства по 20 человек. 9 ноября эту мысль меньшевик Анисимов обосновывал так: «Без него у правительства 8—9 недель не будет опоры. У правительства могу быть ошибки, нужен орган, который разделил бы с ним ответственность». В ответ на это предложение ЦК РКП(б) прислала следующее распоряжение: «Представители РКП(б) обязаны полностью отвергнуть предложение меньшевиков и эсеров о создании предпарламента». После этого, 10 ноября предложение было отвергнуто конференцией.
10 ноября на основании «Декларации о созыве Учредительного собрания» конференция большинством голосов в 18 голосов против 6 и 2 воздержавшихся избрало Временное правительство Дальневосточной республики в составе 7 человек под председательством Краснощёкова, которое являлось непосредственным преемником Президиума народно-революционной власти, Верхнеудинского правительства и Временного делового президиума Дальневосточной республики.
Тем временем Дальбюро РКП(б) пыталось оказать влияние на признание Приморским народным собранием центрального правительства в Чите, поэтому предложило члену Дальбюро В. И. Хотимскому «освободить Народное собрание от вредных элементов, проведя решительное подчинение его, а равно и правительства всем предписания Временного делового президиума». 8 ноября президиум Приморского областного комитета РКП(б) через народное собрание предложил председателю земской управы распустить совет управляющих ведомствами и избрать Временное областное управление. 11 ноября правительство ДВР направило председателю собрания приказ А. С. Медведеву, в котором предлагалось избрать из состава собрания представителей и влить их в земскую управу, а председателю «издать указ о снятии с себя государственной власти и передачи её центральному правительству»(.
12 декабря Приморская областная земская управа в полном составе уволила действующий состав Совета управляющих ведомствами и назначила новым председателем В. Г. Антонова. Согласно постановлению № 478 Временного правительства — Приморской земской управы от 12 декабря 1920 года управа снимала с себя полномочия правительства и превращалась в орган областного самоуправления:

Считать свои полномочия в качестве верховной государственной власти Дальнего Востока оконченными и с сего числа обратиться к отправлению своих прямых обязанностей в качестве органа областного земского самоуправления, о чем и объявить во всеобщее сведение
— Из постановления Приморской областной земской управы
19 декабря 1920 года государственная власть на территории Приморской области была передана Приморского областному управлению во главе с Антоновым.
На заключительном заседании Краснощёков зачитал доклад об общей программе правительства Дальневосточной республики, а также было принято «Положение о выборах в Учредительное собрание Дальнего Востока» и избрана комиссия по выборам в Учредительное собрание под председательством народного социалиста — К. С. Шерейбера. 11 ноября Читинская объединительная конференция завершила свою работу.